# Paul Hunter Classic
Paul Hunter Classic (dříve Fürth German Open) je snookerový turnaj, který se koná v Německu od roku 2004. Turnaj pořádal Snooker Sportclub Fürth. Jeho název byl přejmenován v roce 2007 na památku profesionálního hráče snookeru Paula Huntera ze Spojeného království.

## Historie
V roce 2004 zorganizoval snookerový klub SSC Fürth ke svému pátému výročí událost pod názvem Grand Prix Fürth. Turnaje se zúčastnilo 104 hráčů včetně nejlepších hráčů z Německa a také zde byli zastoupeni hráči Švýcarska, Rakouska, Belgie a Nizozemska. Na turnaj přijali pozvání dvě hvězdy profesionálního snookeru ze Spojeného království – Matthew Stevens a Paul Hunter, který se stal vítězem turnaje.
V letech 2005 a 2006 se turnaj konal pod názvem Fürth German Open. V roce 2005 se stal vítězem anglický hráč Mark King. O rok později zde zvítězil další hráč snookeru z Anglie – Michael Holt.
Po smrti Paula Huntera v roce 2006 dala pozůstalá manželka souhlas s tím, že bude turnaj od roku 2007 přejmenován na Paul Hunter Classic. Turnaj se stal velmi oblíbeným a účastní se ho každoročně hvězdy světového snookeru.
Od roku 2010 se stal součástí Main Tour a patřil mezi malé bodované turnaje Players Tour Championship (PTC), od sezóny 2014/15 pod názvem European Tour. První PTC vyhrál v roce 2010 Judd Trump.

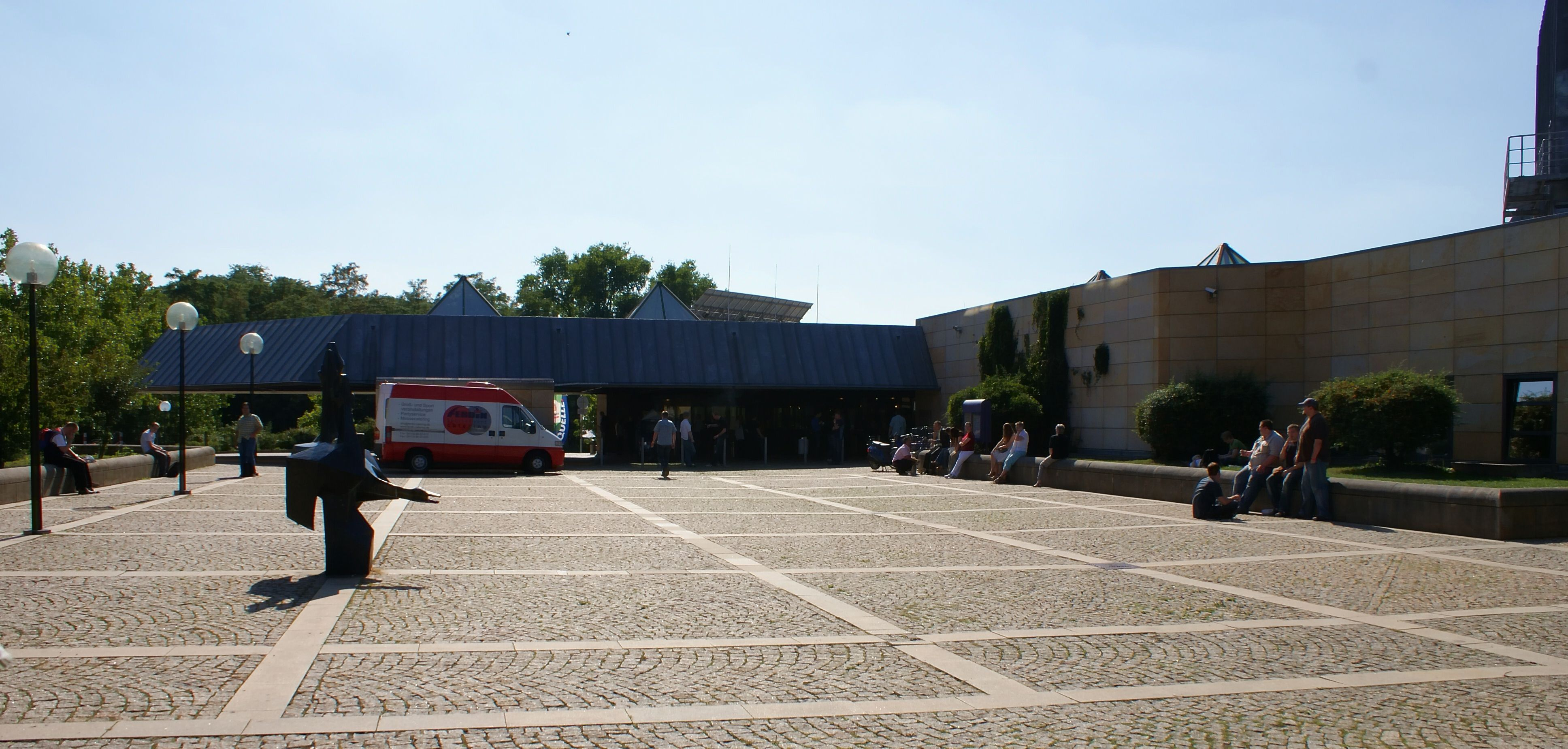
Stadthalle Fürth

Na tomto turnaji byl nejúspěšnější Mark Selby, který byl v roce 2008 ve finále se Shaunem Murphym. Podařilo se mu opět vyhrát v roce 2011 poté, co se léčil od dubna s krční ploténkou a nemohl trénovat.. Titul obhájil v roce 2012. V roce 2013 se stal vítězem Ronnie O'Sullivan.
Turnaj, který byl víceméně soběstačný, se musel po sezóně 2016/17 vypořádat s tím, že turnaje, které byly součástí Players Tour Championship od příští sezóny opustily tour. Nepodařilo se sehnat další místa konání. V sezóně 2017/2018 zůstal pouze Paul Hunter Classic a Riga Masters. V této sezóně se do Fürthu nedostavila řada nejlepších profesionálů ze Spojeného království. O rok později se stal turnaj pozvánkovým nebodovaným turnajem. Obhájcem titulu ze sezóny 2019/20 je Barry Hawkins z Anglie.

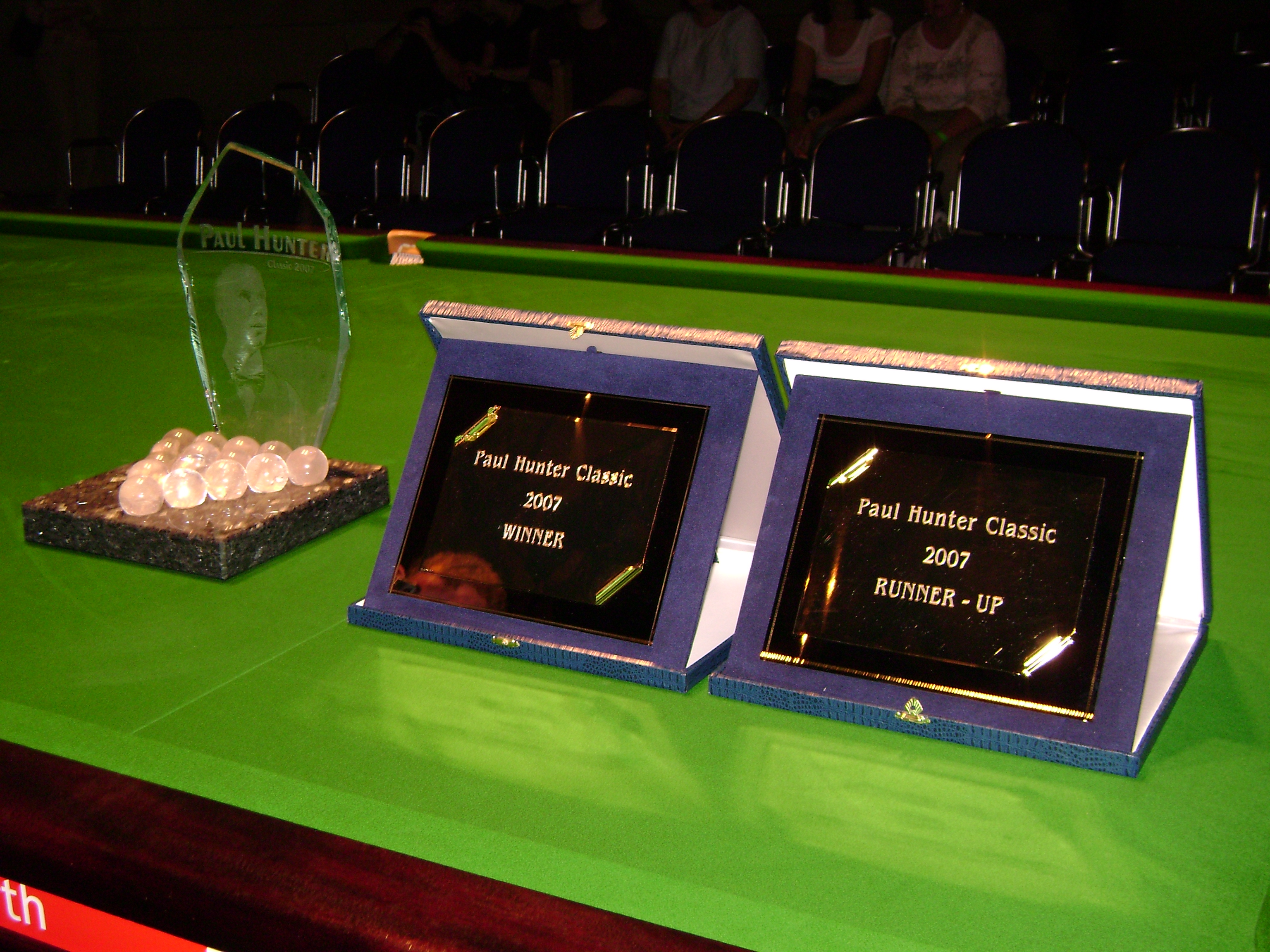
PHC – trofej pro vítěze (2007)

V historii jsou zde zaznamenány tři oficiální maximální breaky. První 147 byla od Ronnieho O'Sullivana v roce 2011 v zápase proti Adamu Duffymu. Druhou sestavil Ken Doherty v zápase proti Julianu Treiberovi v roce 2012 a zároveň to byla Dohertyho první 147 v kariéře. Třetí 147 padla v zápase Aditya Mehty proti Stephenu Maguiremu v roce 2014. Mehta je první hráč snookeru z Indie, který má na svém kontě maximum.

## Vítězové
MUŽI
| Rok                              | Vítěz                                      | Poražený                                   | Skóre                                      | Sezóna                    |
| Grand Prix Fürth (pro-am)        | Grand Prix Fürth (pro-am)                  | Grand Prix Fürth (pro-am)                  | Grand Prix Fürth (pro-am)                  | Grand Prix Fürth (pro-am) |
| -------------------------------- | ------------------------------------------ | ------------------------------------------ | ------------------------------------------ | ------------------------- |
| 2004                             | Paul Hunter                                | Matthew Stevens                            | 4–2                                        | 2004/05                   |
| Fürth German Open (pro-am)       |                                            |                                            |                                            |                           |
| 2005                             | Mark King                                  | Michael Holt                               | 4–2                                        | 2005/06                   |
| 2006                             | Michael Holt                               | Barry Hawkins                              | 4–2                                        | 2006/07                   |
| Paul Hunter Classic (pro-am)     |                                            |                                            |                                            |                           |
| 2007                             | Barry Pinches                              | Ken Doherty                                | 4–0                                        | 2007/08                   |
| 2008                             | Shaun Murphy                               | Mark Selby                                 | 4–0                                        | 2008/09                   |
| 2009                             | Shaun Murphy                               | Jimmy White                                | 4–0                                        | 2009/10                   |
| Paul Hunter Classic (bodovaný)   |                                            |                                            |                                            |                           |
| 2010                             | Judd Trump                                 | Anthony Hamilton                           | 4–3                                        | 2010/11                   |
| 2011                             | Mark Selby                                 | Mark Davis                                 | 4–0                                        | 2011/12                   |
| 2012                             | Mark Selby                                 | Joe Swail                                  | 4–1                                        | 2012/13                   |
| 2013                             | Ronnie O'Sullivan                          | Gerard Greene                              | 4–0                                        | 2013/14                   |
| 2014                             | Mark Allen                                 | Judd Trump                                 | 4–2                                        | 2014/15                   |
| 2015                             | Allister Carter                            | Shaun Murphy                               | 4–3                                        | 2015/16                   |
| 2016                             | Mark Selby                                 | Tom Ford                                   | 4–2                                        | 2016/17                   |
| 2017                             | Michael White                              | Shaun Murphy                               | 4–2                                        | 2017/18                   |
| 2018                             | Kyren Wilson                               | Peter Ebdon                                | 4–2                                        | 2018/19                   |
| Paul Hunter Classic (nebodovaný) |                                            |                                            |                                            |                           |
| 2019                             | Barry Hawkins                              | Kyren Wilson                               | 4–3                                        | 2019/20                   |
| 2020                             | Turnaj byl zrušen kvůli pandemii covidu-19 | Turnaj byl zrušen kvůli pandemii covidu-19 | Turnaj byl zrušen kvůli pandemii covidu-19 | 2020/21                   |

ŽENY
| Rok                         | Vítězka                     | Poražená                    | Skóre                       | Sezóna                      |
| Paul Hunter Women's Classic | Paul Hunter Women's Classic | Paul Hunter Women's Classic | Paul Hunter Women's Classic | Paul Hunter Women's Classic |
| --------------------------- | --------------------------- | --------------------------- | --------------------------- | --------------------------- |
| 2016                        | Ng On Yee                   | Reanne Evans                | 4–1                         | 2016/17                     |
| Paul Hunter Ladies Classic  |                             |                             |                             |                             |
| 2017                        | Reanne Evans                | Ng On Yee                   | 4–1                         | 2017/18                     |